# Michele Costa
Sir Michele Andrea Agniello Costa (Napoli, 4 febbraio 1808 – Hove, 29 aprile 1884) fu un compositore e direttore d'orchestra italiano che lavorò principalmente in Inghilterra; dopo la naturalizzazione a cittadino britannico fu noto con il nome di Michael Andrew Agnus Costa.

## Biografia
Fu allievo del nonno materno Giacomo Tritto e di Nicola Antonio Zingarelli presso il Conservatorio di San Pietro a Majella di Napoli, la città natale nella quale esordì giovanissimo come operista nel 1826. Nel 1828 la sua prima opera, Malvina, venne rappresentata al teatro San Carlo di Napoli ma con infelice esito, per cui si trasferì a Londra nel 1829 dove diresse l'orchestra dell'allora Queen's Theatre (oggi King's Theater) e della Royal Philharmonic Society (quest'ultima dal 1846 al 1854), oltre a quella della Royal Italian Opera, da lui fondata nel 1846.
Nel 1837 dirige la prima assoluta della sua Malek-Adel con Giulia Grisi, Giovanni Battista Rubini, Antonio Tamburini e Luigi Lablache al Théâtre-Italien di Parigi e diretta nello stesso anno anche al His Majesty's Theatre di Londra dove nel 1838 diresse la prima assoluta di Falstaff di Michael William Balfe con la Grisi, Rubini, Tamburini e Lablache e nel 1844 dirige la prima assoluta del suo Don Carlos con Giovanni Matteo De Candia.
Al Royal Opera House, Covent Garden di Londra nel 1846 dirige la sua Alma e la Sinfonia n. 5 (Beethoven), nel 1847 la prima di Semiramide (Rossini) con la Grisi, Marietta Alboni, De Candia e Tamburini per l'inaugurazione della Royal Italian Opera, nel 1849 il grande successo della prima di Il profeta (opera) con Pauline Garcia-Viardot e De Candia, nel 1855 la prima di Il trovatore con la Garcia-Viardot, Enrico Tamberlik e Francesco Graziani (baritono) e nel 1861 Un ballo in maschera con Rosina Penco, Marie Caroline Miolan-Carvalho, De Candia e Graziani.
Nel 1862 dirige il suo Don Carlos al Her Majesty's Theatre.
Nel 1864 dirige la prima assoluta di The Masque at Kenilworth di Arthur Sullivan alla Birmingham Town Hall.
Ancora al Covent Garden nel 1867 dirige le prime di Don Carlo con Antonietta Fricci e Graziani e di Romeo e Giulietta (Gounod) nella traduzione italiana con Adelina Patti, De Candia ed Antonio Cotogni.
Morì nel 1884, a Hove e fu sepolto a Londra, nel Cimitero di Kensal Green.

## Composizioni
Tra le opere della maturità di Costa si possono elencare i suoi balletti Kenilworth (1831), Une Heure à Naples (1832), Sir Huon (composto per la Taglioni) nel 1833 e il balletto Alma (1844, successivamente ripreso come La fille du marbre). La sua opera Malek Adhel fu prodotta a Parigi nel 1837 e a Londra nel 1844, come pure l'opera Don Carlos.
Nel 1855 Costa scrisse l'oratorio Eli e nel 1864 Naaman, entrambi per Birmingham. Il commento di Rossini sul primo fu:
Un'aria di Eli, "I will extol thee", fu registrata nel 1910 dal grande soprano drammatico britannico Agnes Nicholls (1876-1959) e la qualità della musica di Costa può essere giudicata in varie rimasterizzazioni di questo particolare disco sui CD che sono stati pubblicati negli ultimi anni.
Complessivamente scrisse opere liriche, balletti, musica sacra, vocale, strumentale e tre oratori.

### Opere liriche
- Il sospetto funesto (Napoli 1826)
- Il delitto punito (Napoli 1827)
- Il carcere d'Ildegonda (Napoli, Teatro Nuovo 1828)
- Malvina (Napoli, teatro San Carlo 1829)
- Malek Adel (nuova versione di Malvina, Londra 18 maggio 1837)
- Don Carlos (Londra 20 giugno 1844)

### Balletti
- Kenilworth (1831)
- Une Heure à Naples (1832)
- Sir Huon (1833)
- Alma (1844)

### Oratori
- La Passione
- Eli (1855)
- Naaman (1864)

### Cantate
- L'Immagine (composta a 15 anni)